# Acanthocreagris leucadia
Acanthocreagris leucadia es una especie de arácnido del orden Pseudoscorpionida de la familia Neobisiidae.
Se encuentra en Grecia.
Cuenta con las siguientes subespecies:
- Acanthocreagris leucadia epirensis
- Acanthocreagris leucadia leucadia